# Kearney Zzyzwicz
Kearney Zzyzwicz (stem gedaan door Nancy Cartwright) is een personage uit de animatieserie The Simpsons.
Kearney is een van de pestkoppen op de lagere school van Springfield. Hij wordt vaak aangetroffen in het gezelschap van Jimbo Jones, Nelson Muntz en Dolph Starbeam. Net als de andere pestkoppen is hij niet bijster slim.
Kearney is kaal, en draagt altijd een wit kapot shirt en armbanden met ijzeren punten. Hoewel hij even oud lijkt als Jimbo en Dolph, is hij veel ouder. Hij heeft zelf al een zoon (te zien in A Milhouse Divided). Het is niet bekend wie de moeder van deze zoon is, maar Kearney had het er over dat zijn scheiding hard aankwam voor zijn zoon. Ondanks zijn hoge leeftijd zit hij nog altijd op de basisschool, volgens eigen zeggen omdat "die stomme school hem niets kan leren".
Kearney zat blijkbaar samen met Otto Mann (die al 26 is) in groep 5. Echter, in Much Apu About Nothing had Kearney een vals identiteitsbewijs nodig om bier te kopen. In een andere aflevering beschreef hij zichzelf als "pratend als een tiener, en de vader van een tiener", wat vrijwel onmogelijk is tenzij Kearney last had van pubertas praecox. Kearney bezit ook al een eigen auto, een oranje Hyundai Excel.
Kearney’s favoriete slachtoffer is Martin Prince. Ook sloeg hij een keer Nelson Muntz in elkaar toen hij ontdekte hoe gevoelig Nelson in werkelijkheid was.
In een Simpson strip werd onthuld dat Kearney, Jimbo, en Dolph zelf werden gepest door nerds, waarna Bart hen leerde voor zichzelf op te komen. Dit had een keerzijde, daar Bart ook een slachtoffer van hen werd. In de aflevering Future-Drama werd een toekomst getoond waarin Kearney het vice-schoolhoofd werd van de lagere school van Springfield. In Eeny Teeny Maya Moe bleek Kearney ook nog een zeer gespierde baby zoon te hebben, die de pestkop is van een speelplaats naast Moe's.
Homer Simpson · Marge Simpson · Bart Simpson · Lisa Simpson · Maggie Simpson · Abraham Simpson · Patty en Selma Bouvier · Jacqueline Bouvier · Mona Simpson · Santa's Little Helper · Snowball II · Familie Bouvier
Jasper Beardley · Comic Book Guy · Eddie en Lou · Maude Flanders · Ned Flanders · Professor Frink · Barney Gumble · Julius Hibbert · Lionel Hutz · Eerwaarde Lovejoy · Kapitein Horatio McCallister · Hans Moleman · Bleeding Gums Murphy · Apu Nahasapeemapetilon · Mayor Joe Quimby · Dr. Nick Riviera · Agnes Skinner · Cletus Spuckler · Squeaky Voiced Teen · Disco Stu · Moe Szyslak · Kirk Van Houten · Luann Van Houten · Chief Clancy Wiggum
Gary Chalmers · Rod en Todd Flanders · Jimbo Jones · Kearney · Edna Krabappel · Otto Mann · Nelson Muntz · Martin Prince · Seymour Skinner · Milhouse Van Houten · Ralph Wiggum · Groundskeeper Willie · andere studenten
Montgomery Burns · Carl Carlson · Lenny Leonard · Waylon Smithers
Itchy en Scratchy · Kent Brockman · Krusty de Clown · Troy McClure · Rainier Wolfcastle · Radioactive Man
Snake · Kang & Kodos · Sideshow Bob · Fat Tony
Treehouse of Horror
Bart vs. the World · Bart Simpson's Escape from Camp Deadly · The Simpsons Arcadespel · Bart vs. the Space Mutants · Bart's House of Weirdness ·Bart vs. The Juggernauts · Krusty's Fun House · Bartman Meets Radioactive Man · Bart's Nightmare · The Itchy and Scratchy Game · Virtual Bart · Bart and the Beanstalk · Itchy & Scratchy in Miniature Golf Madness · Cartoon Studio · Virtual Springfield · Night of the Living Treehouse of Horror · Bowling · Wrestling · Road Rage · Skateboarding · Hit & Run · The Simpsons Game · The Simpsons: Tapped Out
The Simpsons · The Simpsons Pinball Party
Strips: Simpsons Comics · Bart Simpson serie · Itchy & Scratchy Comics · Bart Simpson's Treehouse of Horror · Futurama/Simpsons Infinitely Secret Crossover Crisis
Tijdschrift: Simpsons Illustrated
Boeken: Bart Simpson's Guide to Life · Family Album · Library of Wisdom · Complete Guides · Planet Simpson · The Simpsons and Philosophy
Actiefiguurtjes: World of Springfield
The Simpsons Movie
Bankgrap ·
Canyonero · 
D'oh! · 
Duff Beer · 
Schoolbordgrap · 